# Moonlight Shadow
Moonlight Shadow är en mjukrock-låt skriven av Mike Oldfield. Den spelades in med Mike Oldfield på gitarr och Fairlight CMI, Maggie Reilly på sång, Phil Spalding på basgitarr och Simon Phillips på trummor. B-sida var "Rite of Man", med Mike Oldfield på sång.
Den släpptes på singel i maj 1983, och nådde förstaplatsen på topplistorna för singlar i ett flertal europeiska länder. I Storbritannien nådde låten som bäst en fjärdeplats.
Somliga har uppfattat Moonlight Shadow som en hyllningslåt till John Lennon. Detta har dock delvis förnekats av Mike Oldfield, som i en intervju berättade att sångtexten inspirerats av en film om Harry Houdini; en film som handlade om försök att kontakta Houdini efter dennes död via spiritualism.

## Låtlista

### 7-inch singel
1. "Moonlight Shadow" (7" mix) - 3:37
2. "Rite of Man" - 2:21

### 12-inch singel
1. "Moonlight Shadow" (12" förlängd version) - 5:18
2. "Rite of Man" - 2:21

### 1993 års återutgåva på CD
1. "Moonlight Shadow" - 3:35
2. "Moonlight Shadow" (Förlängd version) - 5:18
3. "In The Pool" - 3:40
4. "Bones" - 3:19

## Listplacering
Låten låg på flera europeiska listor, och toppade i bland annat Norge, Sverige, Italien, Schweiz och Österrike.
| Lista (1983)               | Topplacering |
| -------------------------- | ------------ |
| Norska singellistan        | 1            |
| Italienska singellistan    | 1            |
| Svenska singellistan       | 1            |
| Nederländska singellistan  | 2            |
| Eurochart Hot 100          | 1            |
| Schweiziska singellistan   | 1            |
| Sydafrikanska singellistan | 7            |
| Tyska singellistan         | 2            |
| Österrikiska singellistan  | 1            |
| Brittiska singellistan     | 4            |
| Australiska singellistan   | 6            |